# Sponskomkommer
De sponskomkommer (Luffa aegyptiaca) of nenwa is een kruidachtige, eenjarige klimplant uit de komkommerfamilie (Cucurbitaceae). De plant heeft onaangenaam ruikende, vijfkantige stengels met ranken. De afwisselend geplaatste, meestal vijflobbige bladeren zijn breed eirond, 10-25 cm breed, aan de randen getand en staan op lange stelen. Aan de basis hebben de bladeren diepe inhammen. De bloemen zijn heldergeel, 4-8 cm breed en klokvormig.
De vruchten zijn cilindrisch, 10-40 cm lang en tot 8 cm breed. Aan de binnenkant bestaat de vrucht uit een netvormig patroon van vaatbundels, dat bij rijping droog en vast van consistentie wordt.

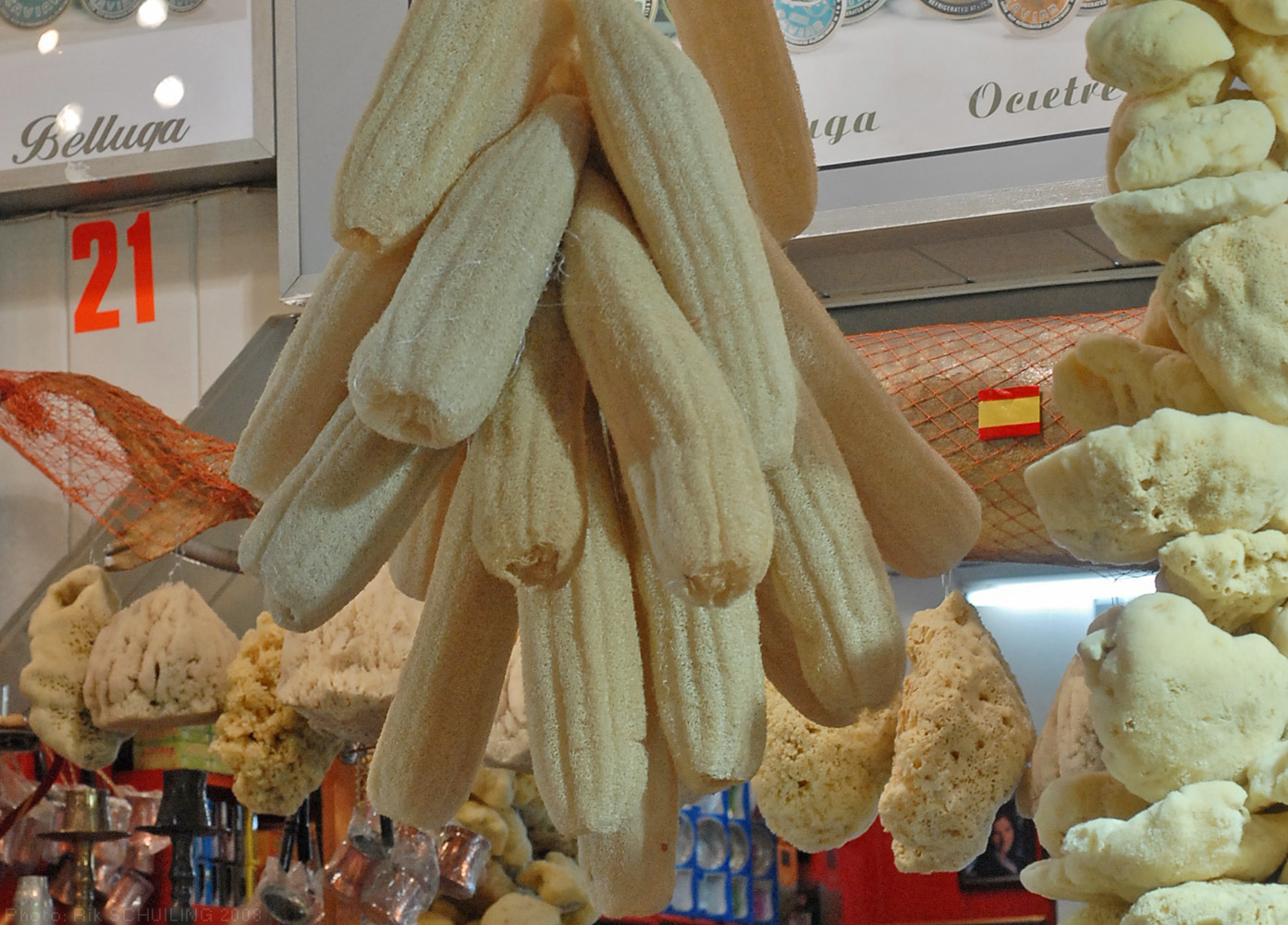
Sponzen gemaakt van sponskomkommer hangen te koop naast sponzen van dierlijke oorsprong (Kruidenbazaar te Istanboel, Turkije, september 2008).

Jonge, zachte vruchten worden net als augurken als groente gegeten. Onrijpe vruchten bevatten een hoog gehalte aan saponinen, dat afdrijvend werkt. Door het verwijderen van de schil van rijpe vruchten verkrijgt men het vezelige netweefsel. Hiervoor worden de vruchten meerdere dagen in water geweekt om het vruchtvlees en de zaden te verwijderen. Het netweefsel wordt gebruikt voor het vervaardigen van badsponsen (de zogenaamde luffaspons), filters en inlegzolen.
De sponskomkommer stamt uit de tropen van de Oude Wereld en wordt wereldwijd in de tropen verbouwd. De vleugelkomkommer (Luffa acutangula) is een soort uit hetzelfde geslacht.